# Lake Minchumina
Lake Minchumina est une localité (Census-designated place) d'Alaska aux États-Unis, dans la Région de recensement de Yukon-Koyukuk. Au recensement de 2010 sa population était de 13 habitants.
Elle est située au nord du mont McKinley.
Les températures extrêmes sont de −57 °C en janvier à 32 °C en juillet.
La localité comporte un aérodrome, quelques maisons d'habitations, et un hébergement. La poste y a été ouverte en 1930, mais l'école a fermé en 2000 faute d'élèves. Beaucoup de résidents entretiennent des équipages de chiens de traineaux, et pratiquent une économie de subsistance.
Le centre géographique de l'état de l'Alaska est situé à proximité de Lake Minchumina.

## Démographie
| 1950 | 1960 | 1990 | 2000 | 2010 | - |
| ---- | ---- | ---- | ---- | ---- | - |
| 60   | 34   | 32   | 32   | 13   | - |